# Boelhe
Boelhe é uma povoação portuguesa sede da Freguesia de Boelhe do Município de Penafiel, freguesia com 4,83 km² de área e 1532 habitantes (censo de 2021), tendo, assim, uma densidade populacional de 317,2 hab./km².

## Demografia
A população registada nos censos foi:
| Ano  | 0-14 Anos | 15-24 Anos | 25-64 Anos | > 65 Anos |
| 2001 | 439       | 322        | 924        | 158       |
| 2011 | 329       | 233        | 894        | 190       |
| 2021 | 206       | 198        | 888        | 240       |

## Património

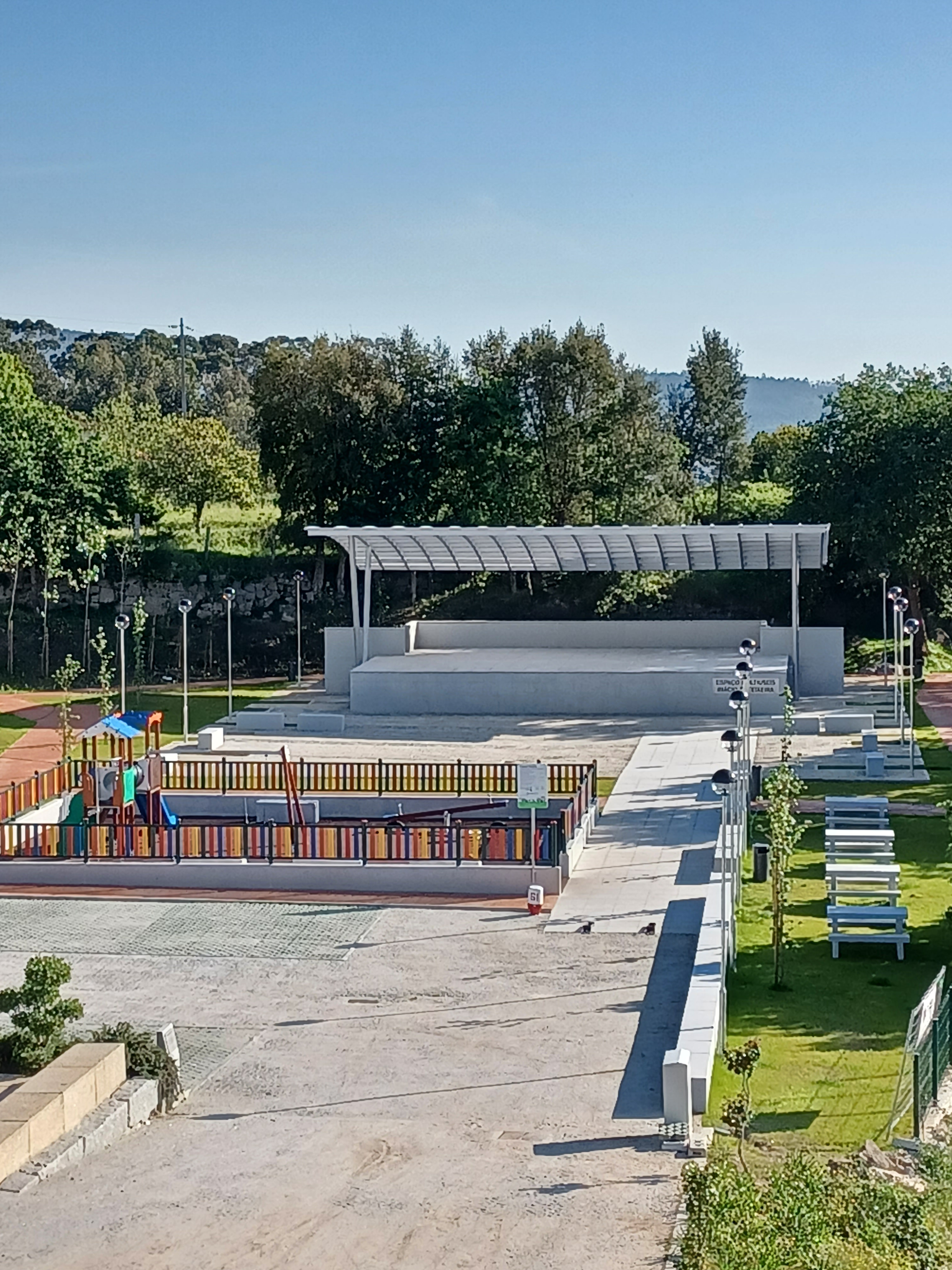
Centro Cívico de Boelhe

- Igreja de São Gens de Boelhe
- Capela de São Miguel de Passinhos
- Parque Urbano Padre Serra
- Ruínas romanas da Bouça do Ouro
- Capela da Casa da Granja
- Centro Cívico de BoelheCentro Cívico de Boelhe

## Escolas
- Escola EB1 Bairros n.º 1 - Boelhe
- Escola EB1 Bairros n.º 2 - Boelhe
- Jardim-de-infância de Bairros - Boelhe
- Escola Básica de Boelhe
- Centro Escolar de Boelhe